# 8067 Helfenstein
A 8067 Helfenstein (ideiglenes jelöléssel 1980 RU) a Naprendszer kisbolygóövében található aszteroida. Edward L. G. Bowell fedezte fel 1980. szeptember 7-én.